# Castello di Llansteffan
Il castello di Llansteffan (in inglese: Llansteffan Castle; in gallese: Castell Llansteffan) è un castello fortificato in rovina del villaggio gallese di Llansteffan, nella contea del Carmarthenshire (Galles sud-occidentale) eretto dai Normanni probabilmente tra l'XI secolo e gli inizi del XII secolo ed ampliato dalla famiglia Camville tra la fine del XII secolo e la prima metà del XIV secolo.
L'edificio è classificato come castello di primo grado (dal 1966).

## Descrizione
Il castello si trova nella parte meridionale del villaggio e si erge sulla sommità di una collinetta che si affaccia sull'estuario del fiume Tywi.
Il castello si compone di due ali principali. La parte meglio conservata è l'entrata a tre piani, che conduce al cortile interno.

## Storia
Il castello di Llansteffan, menzionato per la prima volta nel 1146, fu una delle fortezze realizzate dai Normanni tra l'XI secolo e gli inizi del XII secolo a protezione degli estuari dei fiumi. L'edificio sostituì probabilmente un preesistente forte del VI secolo a.C. (Età del Ferro).
Nel 1146, il castello fu conquistato da Lord Rhys e dai suoi fratelli, che erano i principi di Deheubarth. Il castello tornò però nuovamente in possesso dei Normanni, che nel 1189 respinsero un ulteriore tentativo di riconquista da parte di Lord Rhys.
Nel 1189, l'edificio divenne di proprietà di William de Camville.
Sotto i Camville furono apportate le modifiche che conferirono all'edificio l'aspetto attuale di fortezza in pietra.
Durante quel periodo, il castello subì vari attacchi e cadde per tre volte, segnatamente nel 1189, 1215 e 1257 in mani gallesi.
Nel 1215, con la conquista di Deheubarth da parte di Llywelyn il Grande, il castello cadde nelle mani di quest'ultimo. Fu però riconquistato dai Camville nel 1223, grazie alla campagna condotta da Geoffrey de Camville.
I Camville rimasero di proprietà del castello fino al 1338, anno in cui morì l'ultimo discendente maschio della famiglia. L'edificio passò così agli eredi della linea femminile, segnatamente a Robert Penrees e anche se il castello l'anno precedente era divenuto di proprietà della Corona, fu consentito ai Penrees di abitarvi in qualità di custodi.
In seguito, nel 1405-1406, il castello cadde per un breve periodo nelle mani dei sostenitori di Owain Glyndŵr.
Alla fine del XV secolo, fu aggiunta un'entrata in stile Tudor, per volere di Jasper Tudor, signore di Pembroke, che fu probabilmente l'ultimo proprietario del castello.
Nel 1959 il castello di Llansteffan divenne di proprietà del Cadw.

## Galleria d'immagini

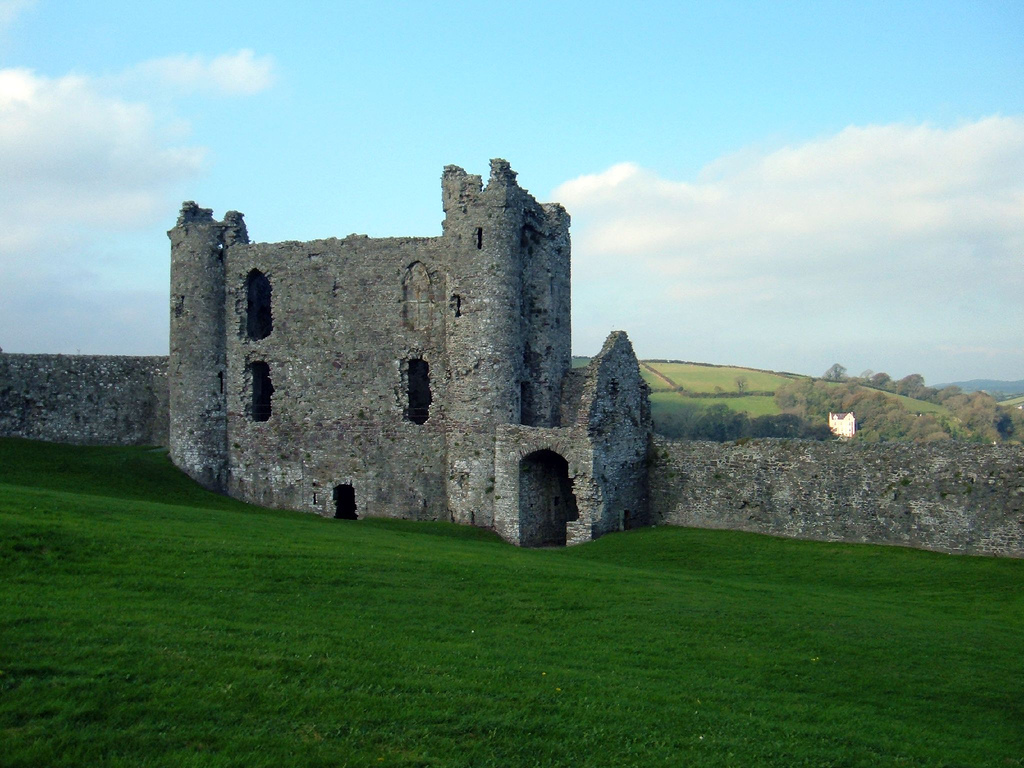
Le rovine del castello
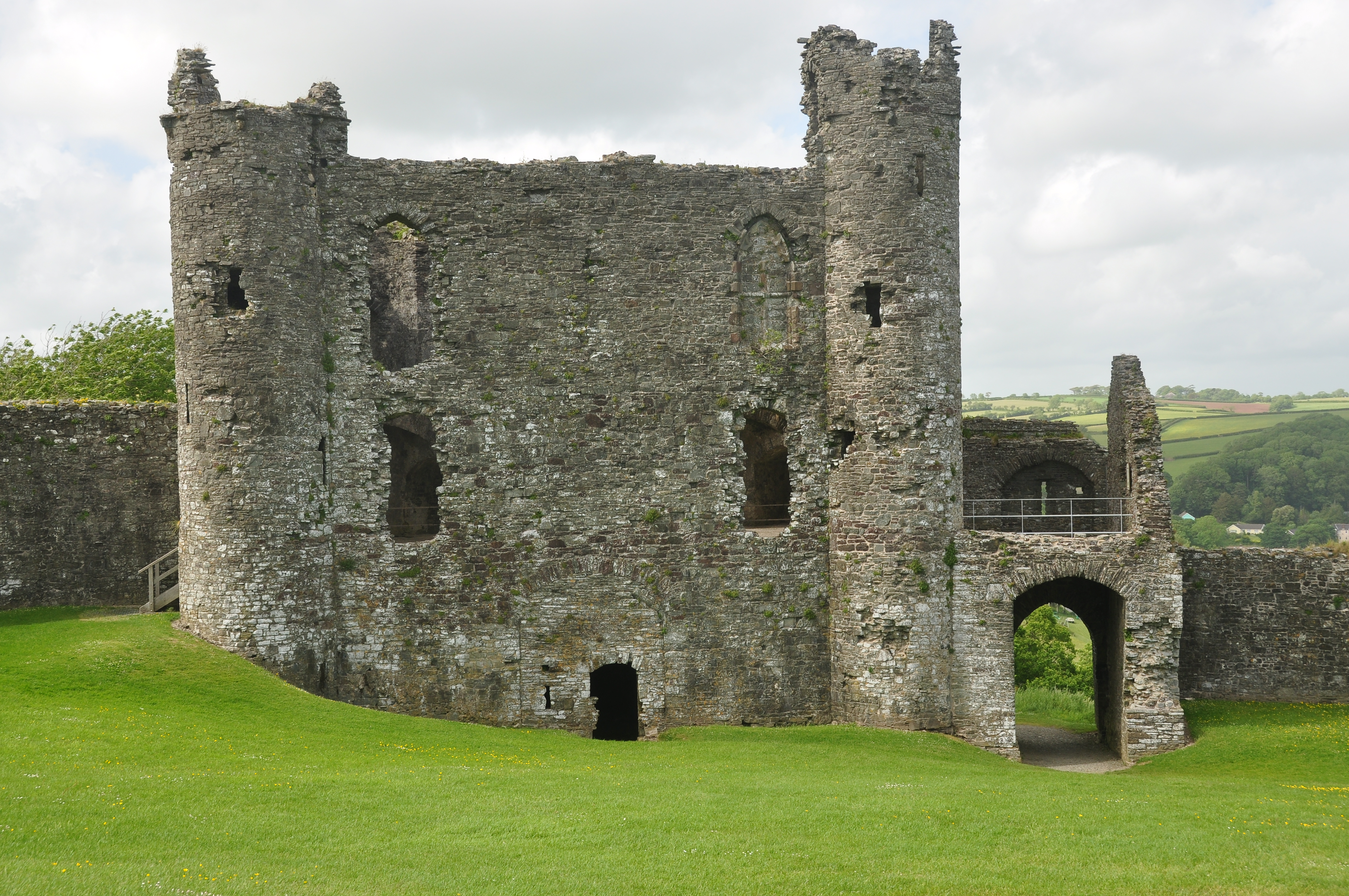
Altra immagine delle rovine del castello di Llansteffan
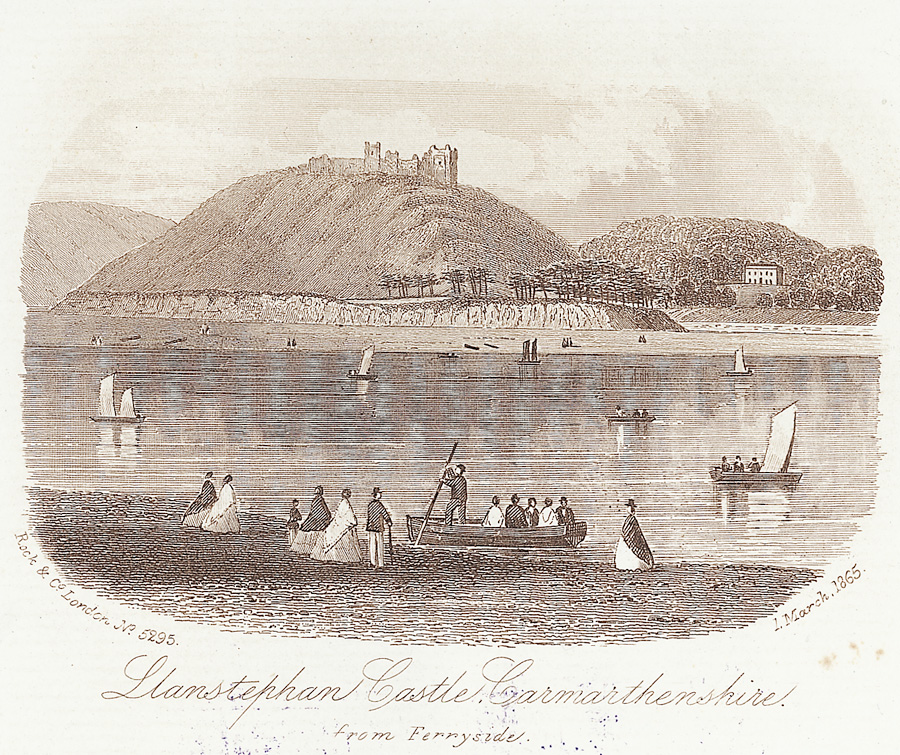
Il castello di Llansteffan in una stampa del 1865